# Sempervivum zeleborii
Sempervivum zeleborii és una espècie de planta amb flors de la família de les crassulàcies (Crassulaceae) del gènere Sempervivum.

## Descripció
Sempervivum zeleborii creix creix com una roseta curta, vellosa, gairebé esfèrica, amb un diàmetre de 3 a 5 cm i forma estolons curts. Les fulles són allargades, obovades, curtes i de punta petita de color verd grisenc. El limbe foliar fa uns 20 mm de llarg i uns 8 mm d'amplada.
Les tiges florals fan una llargada de 10 a 15 cm. Tenen entre 12 a 14 flors amb un diàmetre d'uns 2,5 cm. Els seus pètals són ovats a ovat-lanceolats. Els sèpals són de color groc brillant i de color lila a la seva base. Tenen uns 9 mm de llarg i 1,5 mm d'amplada. Els estams són morats, les anteres són grogues. Els nectaris estan retallats o tallats, una mica estesos, fan menys de 0,2 mm.
El nombre de cromosomes és de {\displaystyle 2n=64}.

## Distribució i hàbitat
Sempervivum zeleborii està molt estès a Sèrbia, a Kosovo, a Bòsnia-Hercegovina, al nord de Grècia, a Bulgària, a Ucraïna i a l'oest de Romania en llocs secs de les muntanyes.
En el seu hàbitat creix en prats temperats i submediterranis, vegetació d'alta muntanya, penya-segats, roques, parets, barrancs i còdols.

## Taxonomia
Sempervivum zeleborii va ser descrita per Heinrich Wilhelm Schott i publicat a Oesterr. Bot. Wochenbl. 7: 245, a l'any 1857.
Etimologia
Sempervivum: nom compost per a dues paraules llatines Semper ("sempre") i vivus ("vivent"). Són Sempervivum a causa de ser plantes perennes que mantenen les fulles a l'hivern, i ser força resistents a condicions dificultoses de creixement.
zeleborii: epítet atorgat en honor del zoòleg austríac Johann Zelebor.